# Kenshin Kawakami
Kenshin Kawakami (川上 憲伸, Kawakami Kenshin, né le 22 juin 1975 à Tokushima, Préfecture de Tokushima, Japon) est un lanceur partant droitier au baseball, qui joue dans les Ligues majeures depuis 2009 avec les Braves d'Atlanta.

## Carrière

### Japon
Kawakami a évolué 11 saisons pour les Chunichi Dragons de la Ligue centrale au Japon. Il a été nommé recrue de l'année en 1998, alors qu'il a présenté un dossier victoires-défaites de 14-6 avec une moyenne de points mérités de 2,57.
Le 1er août 2002, il lance un match sans point ni coup sûr contre les Yomiuri Giants au Tokyo Dome de Tokyo.
En 2004, sa fiche de 17-7 lui a permis de remporter le trophée Sawamura, remis au meilleur lanceur de la ligue, ainsi que le titre de joueur par excellence de Ligue centrale.
Kawakami a participé à quatre Séries du Japon (Japan Series) avec les Dragons. L'équipe n'a cependant remporté qu'une seule de ces quatre finales, celle de 2007, qui mettait fin à une disette de 53 ans sans championnat pour le club basé à Nagoya.

### Amérique du Nord
Le 13 janvier 2009, les Braves d'Atlanta et Kenshin Kawakami ont mis la touche finale au contrat qui lie le lanceur japonais à l'équipe américaine pour trois saisons.
Il fait son entrée dans les Ligues majeures le 11 avril 2009. À sa première saison, il entreprend 25 parties au monticule et remporte 7 victoires contre 12 défaites, avec 105 retraits sur des prises et une moyenne de points mérités de 3,86.

### International
Kawakami a participé aux Jeux olympiques d'été de 2008 à Beijing avec l'équipe de baseball du Japon, qui a pris la 4e place.